# 梅丽尔·塞拉诺
玛丽亚·梅丽尔·克丽丝滕·罗萨莱斯·塞拉诺（英語：Maria Meryll Krysteen Rosales Serrano；1997年7月20日—），在挪威她也被称为梅丽尔·亚伯拉罕森（挪威語：Meryll Abrahamsen），菲律宾和挪威女子足球运动员，司职中场，目前效力于斯塔贝克足球俱乐部和菲律宾国家女子足球队。她曾代表菲律宾参加2023年国际足联女子世界杯。